# Карт-Бий-Аджи-Байчи
Карт-Бий-Аджи́-Байчи́ (укр. Карт-Бій-Аджи-Байчи, крымскотат. Qart Biy Acı Bayçı, Къарт Бий Аджы Байчы) — исчезнувшее село в Сакском районе Республики Крым (согласно административно-территориальному делению Украины — Автономной Республики Крым), располагавшийся на западе района, в степной зоне Крыма, примерно в 2-х километрах восточнее современного села Штормовое.

## История
Первое документальное упоминание села встречается в Камеральном Описании Крыма… 1784 года, судя по которому, в последний период Крымского ханства Антжи входил в Байнакский кадылык Козловского каймаканства. После присоединения Крыма к России (8) 19 апреля 1783 года, (8) 19 февраля 1784 года, именным указом Екатерины II сенату, на территории бывшего Крымского Ханства была образована Таврическая область и деревня была приписана к Евпаторийскому уезду. После Павловских реформ, с 1796 по 1802 год, входила в Акмечетский уезд Новороссийской губернии. По новому административному делению, после создания 8 (20) октября 1802 года Таврической губернии, Карт-Бий-Аджи-Байчи был включён в состав Кудайгульской волости Евпаторийского уезда.
По Ведомости о волостях и селениях, в Евпаторийском уезде с показанием числа дворов и душ… от 19 апреля 1806 года в деревне Курт-бий Аджибайчи числилось 10 дворов, 30 крымских татар и 3 ясыров. На военно-топографической карте генерал-майора Мухина 1817 года деревня Курбе аджи баши обозначена с 7 дворами. После реформы волостного деления 1829 года Курт-Бий-Аджи-Байчи, согласно «Ведомости о казённых волостях Таврической губернии 1829 года» остался в составе Кудайгульской волости. На карте 1836 года в деревне 6 дворов, а на картее 1842 года Карт-Бий (Аджи-Байча) обозначен условным знаком «малая деревня», то есть, менее 5 дворов.
В 1860-х годах, после земской реформы Александра II, деревню приписали к Чотайской волости. Согласно «Памятной книжке Таврической губернии за 1867 год», деревня Курт-бий-аджи-Байчи была покинута жителями в 1860—1864 годах, в результате эмиграции крымских татар, особенно массовой после Крымской войны 1853—1856 годов, в Турцию и заселена русскими мещанами. В «Списке населённых мест Таврической губернии по сведениям 1864 года», составленном по результатам VIII ревизии 1864 года, Карт-Бий (Аджи-Байчи) — владельческая русская деревня, с 3 дворами и 15 жителями при колодцах. По обследованиям профессора А. Н. Козловского 1867 года, глубина колодцев в деревне составляла 2—5 саженей (4—10 м), вода в которых была «солёная, или горькая, или солоновато-горькая». На трехверстовой карте Шуберта 1865—1876 года в деревне Карт-бий (Аджи-Байчи) обозначено 6 дворов. Затем поселение, видимо, вновь опустело и вновь встречается в Статистическом справочнике Таврической губернии. Ч.II-я. Статистический очерк, выпуск пятый Евпаторийский уезд, 1915 год, согласно которому на хуторе Кардбий-Аджи-Байчи (наследников Бредихина П. Е.) Донузлавской волости Евпаторийского уезда числилось 3 двора с русскими жителями в количестве 25 человек приписного населения и 6 — «постороннего». В последний раз в доступных исторических документах Курт-Бий-Аджи-Байчи встречается на километровой карте 1941 года.